# Число Пелля
Число Пелля — ціле число, що є знаменником у нескінченній послідовності ланцюгових дробів для квадратного кореня з двох. Ця послідовність наближень починається дробами: {\displaystyle 1/1,3/2,7/5,17/12,41/29,\dots }, тобто перші числа Пелля — 1, 2, 5, 12 і 29. Чисельники тієї самої послідовності наближень є половинами супутних чисел Пелля або числами Пелля — Люка — нескінченої послідовності, що починається з 2, 6, 14, 34 і 82.
Обидві послідовності — числа Пелля і супутні числа Пелля — можуть бути обчислені за допомогою рекурентної формули, схожої на формули для чисел Фібоначчі, і обидві послідовності чисел зростають експоненціально, пропорційно степеню срібного перетину {\displaystyle 1+{\sqrt {2}}}.
Крім використання в ланцюговому дробу наближень до квадратного кореня з двох, числа Пелля можна застосувати для пошуку квадратних трикутних чисел і для вирішення деяких комбінаторних задач перерахування.
Послідовність чисел Пелля відома з давніх часів, хоча Леонард Ейлер помилково приписав їх відкриття Джону Пеллю (як і рівняння Пелля). Числа Пелля — Люка названі на честь Едуарда Люка, який вивчав ці послідовності. І числа Пелля, і супутні числа Пелля є окремими випадками послідовностей Люка.

## Числа Пелля
Числа Пелля задаються лінійним рекурентним співвідношенням:
{\displaystyle P_{n}={\begin{cases}0,n=0;\\1,n=1\\2P_{n-1}+P_{n-2},n>1\end{cases}}}
і є окремим випадком послідовності Люка.
Перші кілька чисел Пелля
10, 1, 2, 5, 12, 29, 70, 169, 408, 985, 2378, … (послідовність A000129 з Онлайн енциклопедії послідовностей цілих чисел, OEIS).
Числа Пелля можна виразити формулою
{\displaystyle P_{n}={\frac {(1+{\sqrt {2}})^{n}-(1-{\sqrt {2}})^{n}}{2{\sqrt {2}}}}.}
Для великих значень  n  член {\displaystyle \scriptstyle (1+{\sqrt {2}})^{n}} домінує в цьому виразі, так що числа Пелля приблизно пропорційні ступені срібного перетину {\displaystyle \scriptstyle (1+{\sqrt {2}})}, також як швидкість росту чисел Фібоначчі дорівнює ступені золотого перетину.
Можливо і третє визначення — у вигляді матричної формули
{\displaystyle {\begin{pmatrix}P_{n+1}&P_{n}\\P_{n}&P_{n-1}\end{pmatrix}}={\begin{pmatrix}2&1\\1&0\end{pmatrix}}^{n}.}
Багато тотожностей можуть бути доведені з цих визначень, наприклад тотожність, аналогічне тотожності Кассіні для чисел Фібоначчі,
{\displaystyle P_{n+1}P_{n-1}-P_{n}^{2}=(-1)^{n},}
як негайний наслідок матричної формули (підставляючи визначники матриць ліворуч і праворуч).

## Наближення до квадратного кореня з двох

Раціональне наближення до правильних восьмикутників, із координатами з чисел Пелля

Числа Пелля виникли історично з раціональних наближень до квадратного кореня з двох.
Якщо два великих цілих x і y дають рішення рівняння Пелля
{\displaystyle \displaystyle x^{2}-2y^{2}=\pm 1,}
то їх відношення {\displaystyle {\tfrac {x}{y}}} дає близьке наближення до {\displaystyle \scriptstyle {\sqrt {2}}}.
Послідовність наближень цього виду
{\displaystyle 1,{\frac {3}{2}},{\frac {7}{5}},{\frac {17}{12}},{\frac {41}{29}},{\frac {99}{70}},\dots }
де знаменник кожного дробу — число Пелля, а чисельник дорівнює сумі числа Пелля і його попередника в послідовності. Таким чином, наближення мають вигляд {\displaystyle {\tfrac {P_{n-1}+P_{n}}{P_{n}}}}.
Наближення
{\displaystyle {\sqrt {2}}\approx {\frac {577}{408}}}
цього типу було відомо математикам Індії в третьому-четвертому столітті до нашої ери.
Грецькі математики п'ятого століття до нашої ери також знали про це наближення.
Платон посилається на чисельники як раціональні діаметри.
У другому столітті нашої ери Теон Смирнський використовував терміни сторона і діаметр для опису знаменника і чисельника цієї послідовності.
Ці наближення можуть бути отримані з ланцюгового дробу {\displaystyle \scriptstyle {\sqrt {2}}}:
{\displaystyle {\sqrt {2}}=1+{\cfrac {1}{2+{\cfrac {1}{2+{\cfrac {1}{2+{\cfrac {1}{2+{\cfrac {1}{2+\ddots \,}}}}}}}}}}.}
Скінчена частина ланцюгового дробу дає апроксимацію у вигляді чисел Пелля.
Наприклад,
{\displaystyle {\frac {577}{408}}=1+{\cfrac {1}{2+{\cfrac {1}{2+{\cfrac {1}{2+{\cfrac {1}{2+{\cfrac {1}{2+{\cfrac {1}{2+{\cfrac {1}{2}}}}}}}}}}}}}}.}
Як писав Кнут (1994), факт апроксимації числами Пелля {\displaystyle \scriptstyle {\sqrt {2}}} дозволяє використовувати їх для раціонального наближення до правильного восьмикутника з координатами вершин {\displaystyle (\pm P_{i},\pm P_{i+1})} и {\displaystyle (\pm P_{i+1},\pm P_{i})}.
Усі вершини цього восьмикутника однаково віддалені від центру і формують майже однакові кути. Водночас точки {\displaystyle (\pm (P_{i}+P_{i-1}),0)}, {\displaystyle (0,\pm (P_{i}+P_{i-1}))} и {\displaystyle (\pm P_{i},\pm P_{i})} формують восьмикутник, у якого вершини майже однаково віддалені від центру та мають однакові кути.

## Прості й квадрати
Простим числом Пелля називається число Пелля, що є також простим. Кілька перших простих чисел Пелля
2, 5, 29, 5741, … (послідовність A086383 з Онлайн енциклопедії послідовностей цілих чисел, OEIS)
Як і у випадку з числами Фібоначчі, число Пелля {\displaystyle P_{n}} може бути простим тільки якщо n просте.
Є всього три числа Пелля, які є квадратами, кубами та іншими вищими ступенями, — це 0, 1, і 169 = 132.

Попри те, що серед чисел Пелля настільки мало квадратів та інших степенів, вони мають близький зв'язок із квадратними трикутними числами.
Ці числа виникають із наступної тотожності:
{\displaystyle {\bigl (}(P_{k-1}+P_{k})\cdot P_{k}{\bigr )}^{2}={\frac {(P_{k-1}+P_{k})^{2}\cdot \left((P_{k-1}+P_{k})^{2}-(-1)^{k}\right)}{2}}.}
Ліва частина цієї тотожності дає квадратне число, у той час як права частина дає трикутне число, так що в результаті отримаємо квадратне трикутне число.
Сантана (Santana) і Діац-Барреро (Diaz-Barrero) (2006) довели іншу тотожність, що пов'язує числа Пелля з квадратами. Вони показали, що сума чисел Пелля до {\displaystyle P_{4n+1}} завжди є квадратом:
{\displaystyle \sum _{i=0}^{4n+1}P_{i}=\left(\sum _{r=0}^{n}2^{r}{2n+1 \choose 2r}\right)^{2}=(P_{2n}+P_{2n+1})^{2}.}
Наприклад, сума чисел Пелля до {\displaystyle P_{5}}, {\displaystyle 0+1+2+5+12+29=49}, є квадратом числа {\displaystyle P_{2}+P_{3}=2+5=7}.
Числа {\displaystyle P_{2n}+P_{2n+1}}, які утворюють квадратні корені таких сум,
1, 7, 41, 239, 1393, 8119, 47321, … (послідовність A002315 з Онлайн енциклопедії послідовностей цілих чисел, OEIS), відомі як прості числа Ньюмена—Шенкса—Вільямса.

## Піфагорові трійки

Прямокутні трикутники з майже рівними катетами і цілочисельними координатами, породжені числами Пелля.

Якщо прямокутний трикутник має сторони a, b, c (по теоремі Піфагора
a2+b2=c2), то (a,b,c) відомі як піфагорові трійки. Мартін (Martin) (1875) писав, що числа Пелля можна застосувати для формування піфагорових трійок, в яких a і b відрізняються на одиницю, що відповідає майже рівнобедреному прямокутному трикутнику. Кожна така трійка має вигляд
{\displaystyle (2P_{n}P_{n+1},P_{n+1}^{2}-P_{n}^{2},P_{n+1}^{2}+P_{n}^{2}=P_{2n+1}).}
Послідовність піфагорових трійок, отримана таким способом: (4,3,5), (20,21,29), (120,119,169), (696,697,985), ….

## Числа Пелля— Люка
Супутні числа Пелля або числа Пелля — Люка визначаються лінійним рекурентним співвідношенням:
{\displaystyle Q_{n}={\begin{cases}2,n=0\\2,n=1\\2Q_{n-1}+Q_{n-2},n>1\end{cases}}}
Тобто, перші два числа в послідовності рівні 2, а всі інші формуються як сума подвоєного попереднього числа Пелля—Люка та попереднього до нього, або, що еквівалентно, як сума наступного та попереднього чисел Пелля.
Так, супутнім для 82 є число 29, і 82 = 2 · 34 + 14 = 70 + 12.
Супутні числа Пелля утворюють послідовність:
2, 2, 6, 14, 34, 82, 198, 478, … (послідовність A002203 з Онлайн енциклопедії послідовностей цілих чисел, OEIS)
Супутні числа Пелля можна подати формулою:
{\displaystyle Q_{n}=(1+{\sqrt {2}})^{n}+(1-{\sqrt {2}})^{n}.}
Усі ці числа парні, кожне з них є подвоєним чисельником у наближенні раціональними числами до {\displaystyle \scriptstyle {\sqrt {2}}}.

## Обчислення та зв'язки
Наступна таблиця дає декілька перших степенів срібного перетину {\displaystyle \delta =\delta _{S}=1+{\sqrt {2}}} і пов'язаного з ним {\displaystyle {\bar {\delta }}=1-{\sqrt {2}}}.
| {\displaystyle n} | {\displaystyle (1+{\sqrt {2}})^{n}}                       | {\displaystyle (1-{\sqrt {2}})^{n}}                   |
| ----------------- | --------------------------------------------------------- | ----------------------------------------------------- |
| 0                 | {\displaystyle 1+0{\sqrt {2}}=1.0}                        | {\displaystyle 1-0{\sqrt {2}}=1.0}                    |
| 1                 | {\displaystyle 1+1{\sqrt {2}}=2.41421\ldots }             | {\displaystyle 1-1{\sqrt {2}}=-0.41421\ldots }        |
| 2                 | {\displaystyle 3+2{\sqrt {2}}=5.82842\ldots }             | {\displaystyle 3-2{\sqrt {2}}=0.17157\ldots }         |
| 3                 | {\displaystyle 7+5{\sqrt {2}}=14.07106\ldots }            | {\displaystyle 7-5{\sqrt {2}}=-0.07106\ldots }        |
| 4                 | {\displaystyle 17+12{\sqrt {2}}=33.97056\ldots }          | {\displaystyle 17-12{\sqrt {2}}=0.02943\ldots }       |
| 5                 | {\displaystyle 41+29{\sqrt {2}}=82.01219\ldots }          | {\displaystyle 41-29{\sqrt {2}}=-0.01219\ldots }      |
| 6                 | {\displaystyle 99+70{\sqrt {2}}=197.9949\ldots }          | {\displaystyle 99-70{\sqrt {2}}=0.0050\ldots }        |
| 7                 | {\displaystyle 239+169{\sqrt {2}}=478.00209\ldots }       | {\displaystyle 239-169{\sqrt {2}}=-0.00209\ldots }    |
| 8                 | {\displaystyle 577+408{\sqrt {2}}=1153.99913\ldots }      | {\displaystyle 577-408{\sqrt {2}}=0.00086\ldots }     |
| 9                 | {\displaystyle 1393+985{\sqrt {2}}=2786.00035\ldots }     | {\displaystyle 1393-985{\sqrt {2}}=-0.00035\ldots }   |
| 10                | {\displaystyle 3363+2378{\sqrt {2}}=6725.99985\ldots }    | {\displaystyle 3363-2378{\sqrt {2}}=0.00014\ldots }   |
| 11                | {\displaystyle 8119+5741{\sqrt {2}}=16238.00006\ldots }   | {\displaystyle 8119-5741{\sqrt {2}}=-0.00006\ldots }  |
| 12                | {\displaystyle 19601+13860{\sqrt {2}}=39201.99997\ldots } | {\displaystyle 19601-13860{\sqrt {2}}=0.00002\ldots } |

Коефіцієнти являють собою половини супутніх чисел Пелля {\displaystyle H_{n}} і числа Пелля {\displaystyle P_{n}}, є невід'ємними розв'язками рівняння
{\displaystyle H^{2}-2P^{2}=\pm 1}.
Квадратне трикутне число — це число {\displaystyle N={\frac {t(t+1)}{2}}=s^{2}}, яке є як {\displaystyle t\,} трикутним числом так і {\displaystyle s\,} квадратним. Майже рівнобедрені піфагорові трійки є цілими розв'язками
{\displaystyle a^{2}+b^{2}=c^{2}}, де {\displaystyle a+1=b}.
Наступна таблиця показує розкладання непарних {\displaystyle H_{n}} на дві майже однакові половинки, що дає квадратне трикутне число, коли n парне, і майже рівнобедрену піфагорову трійку, коли n непарне.
| {\displaystyle n} | {\displaystyle H_{n}} | {\displaystyle P_{n}} | t    | t+1  | s    | a    | b    | c    |
| 0                 | 1                     | 0                     | 0    | 0    | 0    |      |      |      |
| 1                 | 1                     | 1                     |      |      |      | 0    | 1    | 1    |
| 2                 | 3                     | 2                     | 1    | 2    | 1    |      |      |      |
| 3                 | 7                     | 5                     |      |      |      | 3    | 4    | 5    |
| 4                 | 17                    | 12                    | 8    | 9    | 6    |      |      |      |
| 5                 | 41                    | 29                    |      |      |      | 20   | 21   | 29   |
| 6                 | 99                    | 70                    | 49   | 50   | 35   |      |      |      |
| 7                 | 239                   | 169                   |      |      |      | 119  | 120  | 169  |
| 8                 | 577                   | 408                   | 288  | 289  | 204  |      |      |      |
| 9                 | 1393                  | 985                   |      |      |      | 696  | 697  | 985  |
| 10                | 3363                  | 2378                  | 1681 | 1682 | 1189 |      |      |      |
| 11                | 8119                  | 5741                  |      |      |      | 4059 | 4060 | 5741 |
| 12                | 19601                 | 13860                 | 9800 | 9801 | 6930 |      |      |      |

### Визначення
Половини супутніх чисел Пелля {\displaystyle H_{n}} і числа Пелля {\displaystyle P_{n}}
можна отримати декількома еквівалентними шляхами:

Піднесення до степеня:
{\displaystyle (1+{\sqrt {2}})^{n}=H_{n}+P_{n}{\sqrt {2}}}
{\displaystyle (1-{\sqrt {2}})^{n}=H_{n}-P_{n}{\sqrt {2}}.}
Звідки випливає:
{\displaystyle H_{n}={\frac {(1+{\sqrt {2}})^{n}+(1-{\sqrt {2}})^{n}}{2}}.}
і
{\displaystyle P_{n}{\sqrt {2}}={\frac {(1+{\sqrt {2}})^{n}-(1-{\sqrt {2}})^{n}}{2}}.}
Парні рекурентні відношення:
{\displaystyle H_{n}={\begin{cases}1,n=0\\H_{n-1}+2P_{n-1},n>0\end{cases}}}
{\displaystyle P_{n}={\begin{cases}0,n=0;\\H_{n-1}+P_{n-1},n>0\end{cases}}}
або, в матричному вигляді:
{\displaystyle {\begin{pmatrix}H_{n}\\P_{n}\end{pmatrix}}={\begin{pmatrix}1&2\\1&1\end{pmatrix}}{\begin{pmatrix}H_{n-1}\\P_{n-1}\end{pmatrix}}={\begin{pmatrix}1&2\\1&1\end{pmatrix}}^{n}{\begin{pmatrix}1\\0\end{pmatrix}}.}
Таким чином
{\displaystyle {\begin{pmatrix}H_{n}&2P_{n}\\P_{n}&H_{n}\end{pmatrix}}={\begin{pmatrix}1&2\\1&1\end{pmatrix}}^{n}.}

### Наближення
Різниця {\displaystyle H_{n}\,} і {\displaystyle P_{n}{\sqrt {2}}} дорівнює {\displaystyle (1-{\sqrt {2}})^{n}\approx (-0.41421)^{n}}, що швидко наближається до нуля.
Таким чином
{\displaystyle (1+{\sqrt {2}})^{n}=H_{n}+P_{n}{\sqrt {2}}} дуже близьке до {\displaystyle 2H_{n}\,}.
Із цього спостереження випливає, що відношення цілих {\displaystyle {\frac {H_{n}}{P_{n}}}} швидко наближається до {\displaystyle {\sqrt {2}}\,} у той час як {\displaystyle {\frac {H_{n}}{H_{n-1}}}\,} и {\displaystyle {\frac {P_{n}}{P_{n-1}}}\,} швидко наближається до {\displaystyle 1+{\sqrt {2}}\,}.

### H2−2P2=±1
Оскільки {\displaystyle {\sqrt {2}}} є ірраціональним, неможливо отримати {\displaystyle {\frac {H}{P}}=2\,}, тобто {\displaystyle {\frac {H^{2}}{P^{2}}}={\frac {2P^{2}}{P^{2}}}\,}.
Найкраще, що ми можемо отримати, це або {\displaystyle {\frac {H^{2}}{P^{2}}}={\frac {2P^{2}-1}{P^{2}}}\,} або {\displaystyle {\frac {H^{2}}{P^{2}}}={\frac {2P^{2}+1}{P^{2}}}}.
Невід'ємними рішеннями {\displaystyle H^{2}-2P^{2}=1\,} є пари {\displaystyle H_{n},P_{n}} з парним n, і рішеннями {\displaystyle H^{2}-2P^{2}=-1\,} є пари {\displaystyle H_{n},P_{n}} з n непарним.
Щоб зрозуміти це, зауважимо
{\displaystyle H_{n+1}^{2}-2P_{n+1}^{2}=(H_{n}+2P_{n})^{2}-2(H_{n}+P_{n})^{2}=-(H_{n}^{2}-2P_{n}^{2})\,}
так що, починаючи з {\displaystyle H_{0}^{2}-2P_{0}^{2}=1\,} знак чергується ({\displaystyle 1,-1}).
Зауважимо тепер, що кожне позитивне рішення можна отримати з рішення з меншим індексом завдяки рівності {\displaystyle (2P-H)^{2}-2(H-P)^{2}=-(H^{2}-2P^{2})\,}.

### Квадратні трикутні числа
Необхідну рівність {\displaystyle {\frac {t(t+1)}{2}}=s^{2}\,} еквівалентно {\displaystyle 4t^{2}+4t+1=8s^{2}+1\,}, що перетворюється в
{\displaystyle H^{2}=2P^{2}+1} при підстановці {\displaystyle H=2t+1} і {\displaystyle P=2s}. Звідси n-м рішенням буде {\displaystyle t_{n}={\frac {H_{2n}-1}{2}}} і {\displaystyle s_{n}={\frac {P_{2n}}{2}}.}
Зауважимо, що {\displaystyle t} і {\displaystyle t+1} взаємно прості, так що {\displaystyle {\frac {t(t+1)}{2}}=s^{2}\,} можливо тільки тоді, коли вони є сусідніми цілими, одне — квадрат {\displaystyle H^{2}} й інше — подвоєний квадрат {\displaystyle 2P^{2}}.
Оскільки ми знаємо всі рішення рівняння, ми отримуємо
{\displaystyle t_{n}={\begin{cases}2P_{n}^{2}&n\equiv 0{\pmod {2}}\\H_{n}^{2}&n\equiv 1{\pmod {2}}\end{cases}}}
і {\displaystyle s_{n}=H_{n}P_{n}\,}
| {\displaystyle n} | {\displaystyle H_{n}} | {\displaystyle P_{n}} |  | t    | t+1  | s    |  | a    | b    | c    |
| 0                 | 1                     | 0                     |  |      |      |      |  |      |      |      |
| 1                 | 1                     | 1                     |  | 1    | 2    | 1    |  | 1    | 0    | 1    |
| 2                 | 3                     | 2                     |  | 8    | 9    | 6    |  | 3    | 4    | 5    |
| 3                 | 7                     | 5                     |  | 49   | 50   | 35   |  | 21   | 20   | 29   |
| 4                 | 17                    | 12                    |  | 288  | 289  | 204  |  | 119  | 120  | 169  |
| 5                 | 41                    | 29                    |  | 1681 | 1682 | 1189 |  | 697  | 696  | 985  |
| 6                 | 99                    | 70                    |  | 9800 | 9801 | 6930 |  | 4059 | 4060 | 5741 |

### Триплети Піфагора
Рівність {\displaystyle c^{2}=a^{2}+(a+1)^{2}=2a^{2}+2a+1} вірно тільки при {\displaystyle 2c^{2}=4a^{2}+4a+2}, що перетворюється в {\displaystyle 2P^{2}=H^{2}+1} при підстановці {\displaystyle H=2a+1{\mbox{ and }}P=c}.
Тоді n-м рішенням є {\displaystyle a_{n}={\frac {H_{2n+1}-1}{2}}} і {\displaystyle c_{n}={P_{2n+1}}.\,}

Таблиця вище показує, що з точністю до порядку {\displaystyle a_{n}} і {\displaystyle b_{n}=a_{n}+1} дорівнює {\displaystyle H_{n}H_{n+1}} і {\displaystyle 2P_{n}P_{n+1}} , в той час як {\displaystyle c_{n}=H_{n+1}P_{n}+P_{n+1}H_{n}.}